# Blu-ray
El disc Blu-ray (BD) és un mitjà d'emmagatzematge de disc òptic dissenyat per substituir el format estàndard actual, el DVD. Es diferencia dels seus predecessors per l'emmagatzematge de vídeo i so d'alta definició i de grans volums de dades, com videojocs de PlayStation 3 i films, amb 25 GB d'una simple capa, i 50 GB pel disc de doble capa. Els disc té les mateixes dimensions que el DVD i el CD. Serveix per a enregistrament de la televisió d'alta definició, distribució de vídeo d'alta definició, guardar en alta definició des del Camcorder, emmagatzematge total de dades o gerència d'arxius Digitals i emmagatzematge del professional
El nom Blu-ray Disc deriva del làser blau-violeta usat per llegir el disc. Mentre que el DVD estàndard utilitza un làser vermell de 650 nanòmetres, el Blu-ray utilitza un làser blau-violeta amb una longitud d'ona de 405 nm, i permet almenys sis vegades més dades que un DVD.
Durant la guerra de formats de discs òptics per alta definció, el Blu-ray competeix amb el format HD DVD. Toshiba, la principal companyia que dona suport al HD DVD, va cedir al febrer del 2008, i es va acabar la guerra dels formats, i al juliol de 2009, Toshiba va anunciar plans per produir els seus dispositius de Blu-ray Disc a finals del 2009.
Blu-ray Disc ha estat desenvolupat per la Blu-ray Disc Association (BDA), grup d'empreses líders en el sector de l'electrònica i la informàtica: Dell, Hitachi, JVC, LG, Mitsubishi, Panasonic, Pioneer, Philips, Samsung, Sharp, Sony, TDK i Thomson.
Al juny del 2009, més de 1.500 títols en Blu-ray ja estaven disponibles a Austràlia, 2.500 al Japó, 1.500 al Regne Unit i 2.500 als Estats Units i el Canadà.
L'ús del làser blau per a escriptura i lectura permet emmagatzemar més quantitat d'informació per àrea que els discos DVD, a causa que el làser blau té una menor longitud d'ona que els làsers usats per emmagatzemar en discos DVD.
La seva capacitat d'emmagatzematge arriba a 50 gigaoctets a doble capa, i a 25 GB a una capa. El Blu-ray de 400 GB a 16 capes ja va ser patentat i va eixir al mercat en el 2010, i es va patentar un Blu-Ray d'1 terabyte el 2011 o 2012. La consola de videojocs PlayStation 3 pot llegir discos de fins a doble capa i s'ha confirmat que estarà llesta per rebre el disc de 16 capes.
Aquest format es va imposar al seu competidor, el HD DVD, en la guerra de formats iniciada per canviar l'estàndard DVD, com en el seu moment va ocórrer entre el VHS i el Betamax, o el fonògraf i el gramòfon. Encara que altres apunten que el successor del DVD no serà un disc òptic sinó la targeta de memòria. No obstant això s'està treballant en el DHV o Disc Hologràfic Versatil amb 3,9 Tb, sent el competidor més dur que tindrà el Blu-ray. El límit de capacitat en les targetes de format SD/MMC està ja en 128 GB en mode LBA (28-bit sector address), tenint l'avantatge de ser regrabables almenys durant 5 anys.
Al febrer de 2008, després de la caiguda de molts suports de HD-DVD, Toshiba va decidir abandonar la fabricació de reproductors i les investigacions per a millorar-ne format.

## Capacitat d'emmagatzematge i velocitat
El format va ser desenvolupat per permetre enregistrar, reescriure i reproduir vídeo d'alta definició (HD), així com emmagatzemar grans quantitats de dades. El format ofereix més de cinc vegades la memòria del DVD tradicional i pot suportar 25GB en un disc i fins a 50GB en un disc de doble capa. La gran capacitat permet incorporar moltes noves característiques interactives i material addicional com àudio de qualitat que es pot afegir a través d'Internet. La velocitat de transferència de dades és de 36 Mbit / s (54 Mbps per BD-ROM), però ja estan en desenvolupament prototips a velocitat de transferència 2x (el doble, 72 Mbit per segon). Ja està disponible el BD-RE (format reenregistrables) estàndard, així com els formats BD-R (enregistrable) i el BD-ROM, com a part de la versió 2.0 de les especificacions del Blu-ray.
El 19 de maig de 2005, TDK va anunciar un prototip de disc Blu-ray de quatre capes de 100 GB. El 3 d'octubre de 2007, Hitachi va anunciar que havia desenvolupat un prototip de BD-ROM de 100 GB que, a diferència de la versió de TDK i Panasonic, era compatible amb els lectors disponibles al mercat i només requerien una actualització de microprogramari. Hitachi també va comentar que està desenvolupant una versió de 200GB. Però el recent avenç de Pioneer li va permetre crear un disc blu-ray de 20 capes amb una capacitat total de 500 GB, encara que no seria compatible amb les unitats lectores ja disponibles en el mercat, com faria Hitachi.

## Funcionament
El disc Blu-ray fa ús d'un raig làser de color blau amb una longitud d'ona de 405 nanòmetres, a diferència del làser vermell emprat en lectors de DVD, aquest amb una longitud d'ona de 650 nanòmetres. Això, junt amb altres avenços tecnològics, permet emmagatzemar substancialment més informació que el DVD en un disc de les mateixes dimensions i aspecte extern.

## Làser blau -violeta
Mentre que les tecnologies òptiques actuals dels discs tals com DVD, DVD±R, DVD±RW, i DVD-RAM utilitzen un làser vermell per a llegir i per a escriure dades, el nou format utilitza un làser blau -violeta, d'aquí el nom Blu-ray Disc. Tot i utilitzar làsers diferents es poden fer compatibles amb una unitat òptica. L'avantatge d'usar un làser blau -violeta (405nm) és que aquest té una longitud d'ona més curta que un làser vermell (650nm), això permet enfocar el punt del làser amb major precisió. Amb Blu-ray també s'incrementa l'obertura numèrica (NA) fins a 0,85, s'utilitza un sistema de lents dual amb major qualitat i la capa que el cobreix és més fina (0,1 mm), reduint els efectes òptics no desitjats. Tot això permet que el raig làser s'enfoqui de forma més exacta i, per tant, es pot incrementar la densitat de dades en la superfície del disc permetent sostenir 25/50GB.

## Format i codificació
El format del Blu-ray Disc incorpora forts algoritmes de protecció de còpia, permet l'enregistrament de difusions digitals mentre que resol les demandes de protecció de la indústria de difusió. Com en el CD convencional i en el DVD, Blu–ray Disc planteja proporcionar una àmplia gamma de formats incloent ROM/R/RW. Els formats següents són part de l'especificació del Blu-ray Disc: 
- BD-ROM → format inalterable per a la distribució de les pel·lícules de HD, dels jocs, dels programes...
- BD-R → format enregistrable per a l'emmagatzematge de vídeo de HD i de dades del PC.
- BD-RE → format reescribible per a l'emmagatzematge de vídeo de HD i de dades del PC.

També es planteja un format híbrid de BD/DVD, que combina el Blu-ray Disc i el DVD en el mateix disc per a poder-lo reproduir en reproductors de DVD o de Blu-ray.
El discs acostumen a portar un codi de protecció regional per indicar en quina zona s'han distribuït i en quin tipus de d'aparells reproductors es poden executar.

## Compatibilitat amb anteriors tecnologies
La BDA aconsella que els reproductors de BR també reprodueixin DVD, perquè siguin compatibles amb l'anterior definició. Avui es poden trobar reproductors híbrids de CD, DVD, HD-DVD i Blu-ray. JVC (Victor Company of Japan) està desenvolupant un blego DVD/BD de tres capes que permetria tenir en el mateix disc l'estàndard DVD i el BD. D'aquesta forma es podria comprar una pel·lícula que es pot veure en els reproductors de DVD actuals i, a més, tenir alta definició si s'introduïx en un reproductor Blu-ray. Dues de les capes correspondrien a un DVD de doble capa (8,6 GB) i la tercera capa correspondria al Blu-ray. A pesar de l'anterior, si que hi ha certa incompatibilitat insalvable, de moment. Aquest problema prové de les cadenes de muntatge. Els fabricants s'han vist obligats a realitzar una gran inversió en les seves màquines per a poder començar a crear discos Blu-ray. Això és a causa de la gran diferència de tecnologia entre el Blu-ray i el DVD, sobretot a la capa especial de protecció dels primers. Es triga 5 segons a produir un Blu-ray. Existeix la possibilitat de crear Blu ray híbrids. Aquells que tinguin dues capes dedicant una a ésser de tipus DVD. AL principi els estudis associats a Blu ray van decidir que no traurien títols en aquesta modalitat. Però el competidor HD DVD sí que va treure títols amb aquesta possibilitat, el que permet anar comprant pel·lícules als usuaris per a veure en el seu reproductor de DVD i més tard en el seu reproductor de HD DVD. Els estudis Blu-Ray es van retractar, i des de finals del 2006 ja existeixen llançaments en aquesta modalitat.

## Cost/esperança de vida
El Blu-ray Disc es desenvolupa per oferir un model a llarg termini que dura com a mínim de 10 a 15 anys, tot i que requereix una inversió inicial. Els discs presenten una capa dura que ofereix una resistència molt més forta a les ratllades i a les empremtes que els altres formats.

## Diferències entre Blu-ray,HD-DVDiDVD
|                                              | Blu-Ray                                                                              | HD-DVD                                                                               | DVD                                           |
| Capacitat                                    | 25 GB (Capa Simple) 50 GB (Capa Doble)                                               | 8 GB o 15 GB (Capa Simple) 30 GB (Capa Doble)                                        | 4.7 GB (Capa Simple) 8,5GB (Capa Doble)       |
| Longitud d'ona                               | 405 nm (làser blau)                                                                  | 405 nm (làser blau)                                                                  | 650 nm (làser vermell)                        |
| Obertura numèrica                            | 0.85                                                                                 | 0.65                                                                                 | 0.60                                          |
| Diàmetre del disc                            | 120mm                                                                                | 120mm                                                                                | 120mm                                         |
| Gruix del disc                               | 1,2mm                                                                                | 1,2mm                                                                                | 1,2mm                                         |
| Capa de protecció                            | 0,1mm                                                                                | 0,6mm                                                                                | 0,6mm                                         |
| Capa dura                                    | Sí                                                                                   | No                                                                                   | No                                            |
| Resistència a ratlles i brutícia             | Sí                                                                                   | No                                                                                   | No                                            |
| Separació entre pistes                       | 0.32µm                                                                               | 0.40µm                                                                               | 0.74µm                                        |
| Taxa de transferència de dades (data)        | 36.0Mbps (1x)                                                                        | 36.55Mbps (1x)                                                                       | 11.08Mbps (1x)                                |
| Taxa de transferència de dades (video/àudio) | 54.0Mbps (1.5x)                                                                      | 36.55Mbps (1x)                                                                       | 10.08Mbps (<1x)                               |
| Resolució en video (màx.)                    | 1920×1080 (1080p)                                                                    | 1920×1080 (1080p)                                                                    | 720×480/720×576 (480i/576i)                   |
| Taxa de bits en video                        | 40.0Mbps                                                                             | 28.0Mbps                                                                             | 9.8Mbps                                       |
| Video codecs                                 | MPEG-2 MPEG-4 AVC SMPTE VC-1                                                         | MPEG-2 MPEG-4 AVC SMPTE VC-1                                                         | MPEG-2                                        |
| Àudio codecs                                 | Linear PCM Dolby Digital Dolby Digital Plus Dolby TrueHD DTS Digital Surround DTS-HD | Linear PCM Dolby Digital Dolby Digital Plus Dolby TrueHD DTS Digital Surround DTS-HD | Linear PCM Dolby Digital DTS Digital Surround |
| Interactivitat                               | BD-J                                                                                 | iHD                                                                                  | DVD-Video                                     |

## Variacions

### Blu-Ray 3D
L'associació del Blu-Ray Disc (BDA) creà un equip d'executius de la indústria del cinema, del sector de l'electrodomèstic i de la informàtica per definir uns estàndards per integrar televisió i pel·lícules 3D als discs de Blu-Ray. El 17 de desembre del 2009, la BDA anuncià oficialment les especificacions 3D pels discs de Blu-Ray, permetent la retrocompatibilitat amb els reproductors de Blu-Ray comuns. El format MPEG4-MVC, donat el seu format de compressió, és capaç d'oferir una resolució de 1080p amb els reproductors 2D de Blu-Ray. Això vol dir que el MVC (3D) és retrocompatible amb l'streaming H.264/AVC (2D), permetent que els dispositius i programari 2D anteriors puguin descodificar streamings de vídeo estereoscòpic, ignorant la informació addicional per a una segona visualització.

### Blu-Ray Ultra HD
El Blu-Ray Ultra HD és un nou format de discs, incompatible amb els anteriors reproductors de Blu-Ray i que suporta vídeo 4K UHD a 60fps codificat a HEVC amb HDR de 10 bits i una gamma més ampla de color.

### High Fidelity Blu-ray Pure Audio (Blu-Ray Audio)
El Blu-Ray Audio és una varietat de disc Blu-Ray treta a la venda a iniciativa d'Universal Music el 2013. És una versió de disc Blu-Ray exclusivament dedicat a la música, per tant, sols reprodueix audio. És el successor de l'extint DVD Audio, tot i que a diferència d'aquest, pot reproduir àudio en qualsevol reproductor Blu-Ray, i no necessita un reproductor compatible com el DVD Audio. El Blu-Ray Audio reprodueix música en tres formats d'alta definició: LPCM, Dolby True HD i DTS-HD Master Audio, tots ells poden escoltar-se tant en surround 5.1 com en estèreo. Posseeix una profunditat de 24 bits i una freqüència de mostreig de 96 kilohertzs (kHZ), a diferència del CD que està limitat s 16bits i 44.1 kHz.
Té com a objectiu substituir definitivament el CD com a format físic. Cal dir que altres formats com el DVD Audio o el SACD també tenien aquest objectiu i fracassaren (tot i que l'acceptació del baix cost del CD i del Blu-Ray feu que ambdós formats pogueren conviure durant un temps indefinit, ja que poden estar destinats a diferents sectors del mercat).

## Història

### Cinta magnètica
| VERA (1952) | 2 inch Quadruplex videotape (1956) | 1 inch type A videotape (1965) | U-matic (1969) | Video Cassette Recording (1972) | Betamax (1975) | 1 inch type B videotape (1976) | 1 inch type C videotape (1976) | VHS (1976)   | Video 2000 (1979) |
| M (1982)    | MII (1986)                         | D1 (1986)                      | Video8 (198?)  | S-VHS (1987)                    | D2 (1988)      | D5 (1994)                      | Hi8 (199?)                     | VHS-C (19??) | S-VHS-C (19??)    |
| DV (1996)   | D-VHS (1998)                       | Digital8 (199?)                | HDV (2003)     | W-VHS (?)                       |                |                                |                                |              |                   |